# Lulzacite
La lulzacite è un minerale, ha la stessa struttura della jamesonite.

## Etimologia
Il nome è in onore del geologo esploratore francese Yves Lulzac (1934- ), scopritore del minerale e in forza al BRGM.